# Parque Nacional Ramos
O Parque Nacional Ramos está situado na ilha de Félicité, no arquipélago das Seicheles, no oeste do oceano Índico.

## Descrição
O Parque Nacional Ramos cobre dois terços da ilha de Félicité, que faz parte da Área Marinha Protegida das Seicheles (AMP). É gerido pela Autoridade de Parques Nacionais das Seicheles.
 